# Supporterstrein
Een supporterstrein is een chartertrein voor het vervoer van voetbalsupporters van en naar een voetbalwedstrijd. 

## Nederland
In Nederland verzorgt NS Chartertrains de supportertreinen. Bij risicowedstrijden geldt soms combidwang, waarbij leden van de uitclub alleen toegang tot de wedstrijd kunnen krijgen als ze gebruikmaken van het speciale vervoer. Speciaal voor supporterstreinen zijn bij een aantal stadions die nabij een spoorlijn liggen, stations gebouwd, zoals in Amsterdam (halte Amsterdam ArenA), Eindhoven (halte Eindhoven Stadion), Enschede (station Enschede Kennispark) en Rotterdam (station Rotterdam Stadion). Deze kunnen niet alleen gebruikt worden voor vervoer naar en van een daar gehouden wedstrijd, maar ook als vertrek- en aankomstpunt voor vervoer naar een wedstrijd elders. Ook worden ze soms gebruikt als er andere evenementen worden gehouden in de stadions, zoals bv. concerten.